# إلوي بيريز
إلوي بيريز (بالإسبانية: Eloy Pérez)‏ مواليد 25 أكتوبر 1986 في رينيير، هو ملاكم محترف أمريكي يصنف ضمن فئة وزن الريشة.

## إحصائيات
خاض خلال مسيرته 27 نزالا، فاز في 23 وتعادل في 2 وخسر في 1. فاز بالضربة القاضية في 7 نزالات.

## روابط خارجية
- إلوي بيريز على موقع بوكس ريك (الإنجليزية) (registration required)